# Vandløb i Sverige
Dette er en liste over vandløb i Sverige.

## Svenske vandløbsbetegnelser
älv, älven = elv
bäck, bäcken = bæk
joki = å (fra finsk)
å, ån = å

## Inddeling efter udmunding
- Vandløb i Sverige som udmunder i Bottenviken og Kvarken
  - Torne älv
  - Kalix älv
  - Råne älv
  - Lule älv
  - Pite älv
  - Skellefte älv
  - Ume älv

- Vandløb i Sverige som udmunder i Bottenhavet og Ålands hav
  - Ångermanälven
  - Indalsälven
  - Ljungan
  - Ljusnan
  - Dalälven

- Vandløb i Sverige som udmunder i Østersøen
  - Norrström med Hjälmaren og Mälaren
  - Motala ström med Vättern
  - Nyköpingsån
  - Ronnebyån
  - Ljungbyån
  - Helge å

- Vandløb i Sverige som udmunder i Øresund, Kattegat og Skagerrak
  - Rönne å
  - Lagan
  - Nissan
  - Ätran
  - Viskan
  - Göta älv med Klarälven og Vänern

## Alfabetisk oversigt
Vandløb i Sverige i alfabetisk rækkefølge. Vandløbeness længde er angivet i kilometer (km) og omfatter tilløb:

### A
- Aapuajoki 20
- Aareajoki 40
- Aavajoki 25
- Abmoälven 80
- Abramsån 45
- Ackan 15
- Acksjöån 65
- Acksjöälven 100
- Adakbäcken 15
- Afsan 45
- Aggbäcken 10
- Ahmajoki 12
- Ainattijoki 40
- Ainettijoki 30
- Airijoki 13
- Akajoki 20
- Akkajoki 40
- Aksijoki 25
- Alanen Kihlankijoki 30
- Albäcken 15
- Alderängesån
- Aliseatnu
- Allmosälven 15
- Allmänningsån 20
- Allvarsån 30
- Allån 18
- Alman 20
- Almaån 65
- Aloppan 40
- Alskabäcken 25
- Alslövsån 20
- Alsterälven 50
- Alsterån 125
- Alsån 50
- Alterälven 80
- Alträskbäcken 17
- Alträskån 20
- Alån 85
- Ammerån 200
- Amsån 20
- Anabäcken 20
- Anderstorpaån 40
- Andån 20
- Angelån 15
- Angsjöbäcken
- Angstabäcken 13
- Anjeströmmen 50
- Anneforsån 35
- Anråsån
- Anråsälven 25
- Ansjöån 30
- Anstaån 20
- Ansättån 20
- Anån 30
- Aplungsälven 15
- Applerumsån 35
- Appokälven 70
- Arbogaån 160
- Armasjoki 70
- Armsjöbäcken 25
- Arpatsbäcken 30
- Arrojoki 40
- Arvattsån 20
- Arvån 40
- Arån 35
- Aspan20
- Aspån 20
- Assman 60
- Avansbäcken 20
- Avasjöbäcken 16
- Averstadån 16
- Avgurjohka
- Avströmmen 8
- Axån 6

### B
- Backeån 10
- Badaälven 50
- Badebodaån 70
- Baksjöbäcken 20
- Baksjöån 7
- Bakvattsån 20
- Bakälven 13
- Balån 30
- Banafjälsån 14
- Bankeån 10
- Barlindshultsälven 10
- Bastanbäcken 16
- Basthöjdsälven 14
- Bastuån
- Bastån 13
- Beivurbäcken 17
- Belån 12
- Bensjöån 9
- Bergshamraån 25
- Bergshyttån 14
- Bergsjöån
- Bergsmannijoki 25
- Bergvallsån
- Bergvattenån 80
- Bergån
- Betsarnbäcken 9
- Bieljaurjåkka 50
- Biellojukke 35
- Billan 30
- Billingsån 8
- Billstaån 45
- Billån 16
- Biskopsån 8
- Bivarödsån 50
- Bjorvasseln 20
- Bjurbäcken 20
- Bjurbäcken 8
- Bjurbäcken 9
- Bjurbäcken 17
- Bjurbäcken 55
- Bjurbäcken 14
- Bjurforsbäcken 17
- Bjurvallabäcken 20
- Bjurån (Västerbotten) 30
- Bjurån (Norrbotten) 40
- Bjurånaälven 8
- Bjurälven
- Bjällstaån 14
- Bjärkabäcken 20
- Bjärkeån 14
- Bjässjöån 16
- Björka älv 40
- Björkeån 11
- Björkeån 40
- Björklingeån 40
- Björkselbäcken 18
- Björträskbäcken 13
- Björkvattsån 18
- Björkån 19
- Björkån 50
- Björkån 15
- Björna-Lillån
- Björnsjöån 14
- Björnån
- Björsjöån 13
- Björvasslan 10
- Blackälven 115
- Blankan 17
- Bleckåsån 25
- Blekhemsån 14
- Bliksån 13
- Blommaälven 20
- Blåkullån
- Blåkölsbäcken 15
- Blädjan 40
- Bocksbäcken 14
- Bockträskbäcken 20
- Bodabäcken 30
- Bodanäsån 18
- Bodaån 20
- Bodaån 15
- Bodaälven 20
- Bodbäcken 25
- Bodeleån 9
- Bodsjöbyån 25
- Bodträskån 90
- Bodvillån 11
- Bodån 55
- Bogerudsälven 8
- Bokvarnsån 55
- Bolanders bäck 21
- Bollstaån 30
- Bolmån 155
- Bolån 12
- Bomsjöbäcken 17
- Borgan 30
- Borgforsälven 60
- Borgvikeälven 65
- Borrsjöån 40
- Borrälven 10
- Bortaälven 20
- Borån 11
- Bossån 15
- Bosån 12
- Botorpsströmmen 75
- Botvasslan 9
- Brattaälv 14
- Bratteforsån 25
- Brattforsbäcken 17
- Brattorpsån 11
- Braxenån 14
- Braån 30
- Bredshultån 20
- Bredsjöbäclen 15
- Bredsjöån 18
- Bredsjöälven 14
- Bredträskbäcken 20
- Bredträskbäcken 11
- Bredträskbäcken 30
- Bredvallen 8
- Bredån 6
- Brehungån 15
- Brinnsjöån 8
- Brobybäcken 18
- Bronaån 20
- Brossån 9
- Broströmmen 45
- Broån 20
- Broälven 11
- Bruatorpsån 40
- Brubäcken 18
- Bruksån 14
- Bruksån 30
- Brunnan
- Brunnvasselån 20
- Bruokejukke 9
- Bråboån 11
- Brånsån 25
- Bråån 50
- Bräkneån 85
- Brändån 20
- Brändängesbäcken 25
- Brännbäcken 11
- Bränningeån 15
- Brännälven 30
- Brömsebäck 20
- Bröttjärnaån 9
- Bubergsån 15
- Bulsjöån 45
- Bultbäcken 12
- Bunnran
- Buran 18
- Bureälven 115
- Burån 13
- Buskån 11
- Buvattsälven 15
- Byaån 8
- Bynoret 20
- Byrströmmen 6
- Bysjöån 8
- Byskeälven 230
- Byssjan 30
- Byvattenån 15
- Byxsjöbäcken 11
- Byån 13
- Byälven 190
- Bålbäcken 11
- Bålsjöån 10
- Bångå 14
- Båthusbäcken 14
- Båtsabäcken 20
- Båtsaströmmen 25
- Bäckebrobäcken 14
- Bäcksälsvallen 8
- Bäckån 30
- Bäljane å 35
- Bäljane å 13
- Bällstaån
- Bälöbäcken 12
- Bärfendalsälven 14
- Bärmsjöån 8
- Bärreksån 10
- Bäsebäck 11
- Bäskån 55
- Bäverbäcken 25
- Bäverbäcken 12
- Bäverån 20
- Bäverån 30
- Bäveån 45
- Bölesån 12
- Bölsmanån 14
- Bönälven 95
- Bötån 12
- Böan 23

### C
(ingen)

### D
- Daddån 20
- Daikanbäcken 25
- Daimaån 25
- Dainabäcken 17
- Dalaån 19
- Dalbergsån 110
- Dalkarlssjöbäcken 12
- Dalkarlså å 45
- Dalköpingeån 15
- Dalsån 40
- Dalsälven 20
- Dalån 17
- Dalälven 540
- Dammån 85
- Darnekenjukke 20
- Darrhaädno
- Datiksjöbäcken 20
- Degerbäcken 10
- Degernäsbäcken
- Degerträskån 30
- Dellikälven 70
- Delångersån 155
- Dergabäcken 50
- Djupbäcken 10
- Djupbäcken 17
- Djupå 17
- Djupån 20
- Djuran 20
- Djurgårdsbrunnskanalen 1
- Djurlångsån 14
- Djursdalaån 10
- Djurån 20
- Dockasälven 20
- Dockstaån 25
- Dofsan 25
- Dohnaforsån 18
- Domneån 25
- Drafsån 25
- Dragasjöbäcken 11
- Draggån 30
- Drevja 50
- Drillaån 25
- Driveån 20
- Drombäcken 11
- Dryllån
- Dunkehallaån 14
- Dunsjöån 15
- Dybäcksån 20
- Dyltaån 105
- Dynestadsån 18
- Dypån 12
- Dyrasbäcken 16
- Dyrån
- Dysjöån 30
- Dysån 40
- Dysån 16
- Dyvelan
- Dyverån
- Dyvran
- Dåasån 30
- Dälpan 17
- Dänningen 12
- Dävelsbäcken 13
- Dövlaån 15
- Döderhultsbäcken 16

### E
- Eckarån 15
- Edbäcken 20
- Edenbergaån 20
- Edslan 30
- Edsmyrån 11
- Edstabäcken 11
- Edsån 70
- Edsån 40
- Egnaredsån
- Ekaån 16
- Ekorrbäcken 20
- Ekorrån 11
- Eksjöbäcken 11
- Eksågsån 20
- Ekån 18
- Elingeån 8
- Elmabäcken 12
- Emmaån 60
- Emmesån 12
- Emån 230
- Enan 60
- Enan 30
- Enarenån 8
- Enköpingsån 25
- Enningdalsälven 90
- Enskälan 16
- Enstabäcken 20
- Enån 17
- Enån 25
- Enångersån 25
- Eriksdalsälven 50
- Ertsjärvån 15
- Esmebäcken 14

### F
- Fadabäcken 14
- Fageredsån 25
- Fagerekeån 18
- Faluån 50
- Fanbyån 50
- Fangan 30
- Farestaån
- Farstorpsån 20
- Faxbrynnen
- Faxälven 400
- Feman 35
- Femtingaån 12
- Fenningsån
- Fettjeån
- Fianbäcken 18
- Fiellarjukke 15
- Fifallaån 7
- Fillingerumeån 25
- Fimtaån
- Finnbobäcken 17
- Finnforsån 35
- Finnmorbäcken 11
- Finnsjöån 20
- Finnträskån 20
- Finnån 9
- Finnån 30
- Finnälven 6
- Fisklösån 25
- Fiskonbäcken 25
- Fiskviks kanal 15
- Fiskån
- Fitunaån 18
- Fjällbäcken 10
- Fjällsjöälven 260
- Fjälltjärnån 14
- Fjälån 30
- Fjärlövsån 16
- Fjätan 95
- Flarkbäcken 20
- Flarkån 35
- Flarkån 105
- Flasabäcken 20
- Flatsbäcken 12
- Flena 30
- Flenaån 14
- Flian 75
- Flins bäck 20
- Flisbäcken 25
- Florån 25
- Flysån 20
- Flyttjeån
- Flyälven 10
- Flåsjöån 80
- Flärkån 85
- Fläsebäcken 14
- Flögan 18
- Forsaån 20
- Forsaån 25
- Forshällaån
- Forsmarksån 55
- Forsnäsån 25
- Forsträskbäcken 11
- Forsviksån 13
- Forsån 20
- Forsån 25
- Forteälven
- Foskan 30
- Foskvattsån 30
- Fredskogsån 14
- Fremsbäcken 15
- Friaån 30
- Fräkentorpsån 11
- Fräkenträskbäcken 20
- Fröjadalsbäcken 18
- Frösteboån 45
- Fröstån 20
- Frösvidalsån
- Fuan 40
- Fulan 80
- Funnan 17
- Furuhultsån 30
- Fuån 20
- Fyleån 9
- Fylleån 65
- Fyrisån 95
- Fyrån 35
- Fågelvattenån 8
- Fångån
- Fårbäcken 20
- Fårnåsälven
- Fårträskbäcken 11
- Fåssjöån 20
- Fäbodtjärnbäcken 13
- Fälarån 8
- Fällbäcken 12
- Fälpvattsån 6
- Fälån 11
- Fämtan 50
- Fänan 17
- Fänjaån 9
- Fänån 9
- Färbäcken 10
- Färgeån
- Färgån 30
- Färlev älv 10
- Färsån 15
- Färvilsån
- Fävikån
- Försjöbäcken 13
- Föskeforsälven 20

### G
- Gagnån 14
- Galasjöån 30
- Gallakbäcken 20
- Gallbäcken 15
- Gallån 20
- Galtströmmen 16
- Galvattsån 20
- Galån 35
- Gammalån 20
- Gammelstillaån 20
- Gammelån 6
- Gannan 20
- Gardsjöbäcken 35
- Gargån 80
- Garneälven 20
- Garphytteån 20
- Gavelhytteån 60
- Gavleån 130
- Gejmån 40
- Genevadån 35
- Geran
- Gerisån 7
- Gerseboån 10
- Gerssjöbäcken 14
- Gesundaån 7
- Getabrobäcken 12
- Getaån 13
- Getbroån 20
- Getbroälven 13
- Getterån 48
- Getån 20
- Getån 25
- Gideälven 240
- Gilleran 50
- Gillån 20
- Gimmaån 29
- Gimån 190
- Ginsjöbäcken 20
- Gisselån 13
- Gisselåsån 20
- Gissjöån 16
- Gisslarboån 45
- Gissmansvattenån 17
- Gisterån 25
- Gitsån 30
- Gladbäcken 11
- Glasholmsån 30
- Glasälven 45
- Glimån 13
- Glitterån 13
- Glose å 10
- Glottrabäcken 11
- Glumman 35
- Glötan 25
- Gnarpsån 40
- Gnyltån 16
- Gnällbäcken 13
- Gonäsån 17
- Gopån
- Gopalån 13
- Gothemån 50
- Graften 12
- Granan 35
- Grannebyån 14
- Gransjöån 30
- Granån 25
- Granån 30
- Granån 20
- Granån 35
- Granån 40
- Granån 60
- Granån 20
- Gravan 30
- Gravån 13
- Griffelån
- Grimmavadet 20
- Grimsån
- Grimån 20
- Grisbäcken 16
- Grissleån 13
- Gruckån 30
- Grunan 9
- Grundbäcken 16
- Grundträskbäcken 20
- Grundträskån 25
- Grundöjan 30
- Gryckån 50
- Gryssjögroven 10
- Gryssjöån
- Grytgölsbäcken 12
- Grytsjöån 13
- Grytån 16
- Grytån 8
- Gryvlan 25
- Gråsjöån 11
- Gråskaån 17
- Gråtanån 25
- Gråvalsån
- Gräddån 9
- Gräftån 11
- Grängsjöån 20
- Gräningsån 16
- Grässjöbäcken 20
- Grätnäsån 20
- Gröna 45
- Gröningsån 30
- Grönå 20
- Gröpplebäcken 16
- Gröppleån 15
- Grössjöån 6
- Grövlan 50
- Gullbäcken
- Gullsjöälven 18
- Gullspångsälven 250
- Gullströmsån 18
- Gullträskbäcken 30
- Gulån 25
- Gundleboån 10
- Gunnaboån 20
- Gunnarbäcken 50
- Gunnarsån 7
- Gunnarvattsån 36
- Gunneboån 25
- Guortabäcken 18
- Gusemålabäcken 15
- Gussisjöån 12
- Gussvattenån 8
- Guttan 40
- Gysån 40
- Gyttjeån 18
- Gådaån 12
- Gådeån 45
- Gålarmoraån 16
- Gålösån 15
- Gårdaån 18
- Gårdsjöån
- Gårdsåsälven 13
- Gårdvedaån 65
- Gåsån 6
- Gåsån 11
- Gåxsjönoret 30
- Gäddträskån 30
- Gänsån 30
- Gärdan 25
- Gärdsrudsbäcken 14
- Gärebäcken 15
- Gärsjöbäcken 10
- Gärssjöbäcken 20
- Gärån 16
- Gönan
- Görjeån 65
- Görslövsån 13
- Göta älv 750
- Götån 13

### H
- Habbestorpebäcken 16
- Haddängsån
- Hagaån 25
- Hagbyån 75
- Haggeån 30
- Hagån
- Hagälven 18
- Hajumsälven 35
- Hakerudsälven 20
- Hakån
- Halgån 55
- Hallabäcken 14
- Hallstaån 30
- Halltorpsån 50
- Halån 35
- Hamborgsån 7
- Hammarskogsån 20
- Hammarsån
- Hammelsströmmen 20
- Hamrångeån
- Handsjöån 12
- Handölan 50
- Hanhijoki 20
- Harmångersån 90
- Harrbäcken 12
- Harrijåhka
- Harrijoki 16
- Harrträskbäcken 17
- Harrån 30
- Harsjöbäcken 30
- Hartijoki 20
- Harundan 15
- Harån 15
- Hasselån 11
- Hassjöån 6
- Hasslan 25
- Hasslarpsån 20
- Hasslebäcken 15
- Hasslingsån 35
- Hattabäcken 12
- Hattsjöån 25
- Haukarjåhkå 17
- Havrabäcken 15
- Havsjöälven 12
- Havsvallen 14
- Havån 16
- Hedenlundaån 50
- Hedströmmen 125
- Hedån 9
- Hegelån
- Helgaboån
- Helge å 200
- Helgån 13
- Hemgravsån 30
- Hemlingsån 50
- Hemulån 35
- Henan 20
- Henarån
- Henån 25
- Herrestorpeån 9
- Herteån 25
- Herängsån 18
- Hietasenjoki 15
- Himleån 40
- Hindabäcken 25
- Hinnan
- Hinnsjöån 25
- Hian 18
- Hjorsetån 15
- Hjortsbergaån 30
- Hjoån 15
- Hjuksån 45
- Hjulån 8
- Hjåggbölebäcken 20
- Hjärtaredån 30
- Hoan 80
- Hobergsån 14
- Hogarälven 15
- Hokaån 25
- Holmabäcken 18
- Holmsbäcken 9
- Holmsjöbäcken 20
- Holmsundet 20
- Holmsvattsbäcken 18
- Holmsån 20
- Holmträskbäcken 15
- Holmträskbäcken 32
- Holmån 14
- Holtaneälven 10
- Holån
- Horgeån 14
- Hornsjöbäcken 13
- Hornvallaån
- Hornån 17
- Horrmundsvallen 60
- Hosjöån 10
- Hostån
- Hovaån 20
- Hovermoån 40
- Hovgårdsån 15
- Hovmanneån 6
- Huftabäcken 15
- Huhtajoki 20
- Hulabäcken 13
- Hulan 200
- Hulekvillen 12
- Hultsjöån 10
- Hultån 14
- Humlebäcken 17
- Humpån 25
- Hundsjöån 14
- Hundsjöbäcken 18
- Hundån 6
- Husbyån 65
- Husån 90
- Huvudsjöbäcken 30
- Hyboån 17
- Hylteån 16
- Hynnan 13
- Hyttbäcken 15
- Hyttån 17
- Hyttälven 14
- Hagaån 35
- Hallborgsån 25
- Hågaån
- Hålsaxabäcken 13
- Håmojåhka 25
- Hångelån
- Hårkan 180
- Håvaån 40
- Häbbersbäcken 25
- Hädanbergsån 35
- Häggån 50
- Hälan 50
- Hällestadsån 85
- Hällingsån 45
- Hällsjöbäcken 16
- Hällsjöälven 15
- Hällån 20
- Hältorpsån 15
- Hämmensån 17
- Härjån 100
- Härån 12
- Hässjaån 60
- Hästgångsån 14
- Hästån 6
- Hättorpsån 30
- Hättvasselån 9
- Hättälven 12
- Höcklingsbäcken 12
- Högboån 25
- Högerumsån 16
- Högfjärdån 14
- Högforsån 40
- Högforsälven 20
- Högnäsån 25
- Högvadsån 50
- Höje å 40
- Hökesån 20
- Höksjöälven 20
- Hökvattsån 25
- Höljan 35
- Höljån 17
- Hörbyån
- Hörlingeån 30
- Hörnån 70
- Hörtingerumsbäcken 12
- Höstån 10
- Hövern
- Höviksån 11
- Höörsån

### I
- Ickån 35
- Idbyån 40
- Idbäcken 12
- Idbäcken 11
- Idbäcken 18
- Idijoki 50
- Idvattenbäcken 14
- Idån
- Igelälven 25
- Iittojoki 18
- Illån 20
- Imälven 20
- Indalsälven 430
- Indån 18
- Ingsån 6
- Insjöbäcken 13
- Inviksån 25
- Ireå 17
- Isalaån 24
- Isnäsström 55
- Isteån 30
- Isträskbäcken 25
- Isätrabäcken 15
- Ittetjuolmajåhkå 17
- Ivarsbyälven 20

### J
- Jamtmyrån 9
- Jangsälven 11
- Jansabäcken 17
- Jansjönoret 25
- Jarenjåhka 18
- Jarrebäcken 30
- Jerisjoki 40
- Jietajoki 40
- Jonsbergsån 30
- Joranbäcken 20
- Jorälven 17
- Jostojoki 18
- Jovattsån 40
- Jugån 14
- Jukkasjoki 30
- Juksjaurbäcken 21
- Juktån 150
- Jularboån 30
- Juleströmmen
- Jumkilsån 40
- Jungån 35
- Junojoki 50
- Junsterbäcken 14
- Juojoki 20
- Jussanjoki 20
- Juån 30
- Jädraån
- Jällån 12
- Jämnån 32
- Jämtån 22
- Järilån 45
- Järkvisslebäcken 15
- Järperudsälven 30
- Järvbäcken 15
- Järån 30
- Järån 10
- Jättån 25
- Jävreån 30
- Jönsån 10
- Jörlovsälven 20
- Jössbäcken 9

### K
- Kaarejoki 25
- Kaarnesjoki 45
- Kabusaån 17
- Kafjärdsgraven 15
- Kaipabäcken 40
- Kaitumjåhka 20
- Kaitumälven
- Kajtasijoki 14
- Kakubölesån 14
- Kalixälven 460
- Kallbäcken 9
- Kallån
- Kaltisbäcken 20
- Kamajåhkå 50
- Kangosjoki 30
- Kanijåhka 18
- Kannusjoki 12
- Kantsjöbäcken 11
- Karijoki 20
- Karlsbäcken 25
- Karlsforsälven 55
- Karsbäcken 60
- Karvsjöån 7
- Kasenbergsån 15
- Kaskasjåhkå 20
- Kassjöån 20
- Katebrobäcken 15
- Kattebäck 13
- Kattån 35
- Kaunisjoki 70
- Kavleån 20
- Kaxån
- Kedjan 25
- Kelojoki 30
- Kenttäjoki 17
- Keräsjoki 65
- Kesasjoki 20
- Kesjöån 9
- Kesuån
- Kettilsjöån
- Keupån 18
- Kilan 70
- Kilaån 60
- Kilaälven 13
- Kilbergsån
- Kilingaån 30
- Kilisån 50
- Kilsån 10
- Kilån 40
- Kilängsån 8
- Kindsjöån 9
- Kingsån 13
- Kinnbäcken 11
- Kinnvallen 20
- Kirjesån 50
- Kitkiöjoki 20
- Kivijoki 40
- Klappmarkbäcken 17
- Kleveån 13
- Kliarydsån 17
- Klingavälsån 35
- Klingstorpabäcken 18
- Klintboån 14
- Klintforsån 60
- Klockarbäcken 13
- Klockarebäcken 30
- Klockareån 14
- Klockarån 14
- Kloppanån 16
- Klubboån 30
- Klubbån 16
- Klubbälven 30
- Klämmabäcken 20
- Kläppsjöbäcken 25
- Klövån 11
- Knarrbyån 35
- Knipån 25
- Knivstaån 13
- Knivån 20
- Knoälven 40
- Knärån 18
- Knöösinoja 18
- Kolbäcksån 200
- Kolningån 55
- Kolån 14
- Korpikån 40
- Korsträskbäcken 20
- Kortingån 20
- Koutojoki 20
- Krabbebäcken 10
- Kramforsån 25
- Krikinpojanjoki 14
- Krikån
- Krokan 15
- Kroknorsbäcken 14
- Kroksjöån 6
- Kroksån 16
- Krokån 70
- Krusån 20
- Krutån 35
- Krycklan 20
- Krypan 25
- Kråkån
- Kräftbäcken 16
- Kräftån 25
- Kräggan 20
- Kubbobäcken 11
- Kugerbäcken 18
- Kuittasjoki 30
- Kulbäcken 30
- Kulijoki 20
- Kullaån 10
- Kultran 20
- Kumla älv 11
- Kumlaån 25
- Kumsjöån
- Kungsbackaån 40
- Kungsbäcken 25
- Kungsvekaån 8
- Kunttjärnsälven 16
- Kuobmujåhkå 16
- Kuolpanjåhka 25
- Kuoperjåhkå 10
- Kuoujajåhkå 17
- Kurusjoki 16
- Kusabäcken 14
- Kusån 25
- Kutsasjoki 40
- Kvarnbäcken 15
- Kvarntorpsån 40
- Kvarnån 20
- Kvarnån 10
- Kvarnån 30
- Kvarnälven 9
- Kvarseboån 8
- Kvesarumsån 17
- Kvällån 45
- Kyllingsån 20
- Kyndelsbäcken 12
- Kyrkån 15
- Kågeälven 95
- Kålabodaån 30
- Kårsajåhka 20
- Kårån 25
- Kåtokjåhkå 20
- Kåtån 25
- Kägleån 20
- Kälkån 20
- Kälvån 20
- Kälån 20
- Kämpegårdsån 12
- Kärentöjoki 20
- Kärrån 18
- Kävlingeån 100
- Käymäjoki 30
- Kääntöjoki 20
- Köarån 11
- Kölan 18
- Köljeån 15
- Kölsjöån 40
- Kölstaån 35
- Könserumsån 20
- Köpingsån 40

### L
- Lilla Stensån 14
- Ladtjojåhka 35
- Laduån 10
- Lafsan 50
- Lagan 230
- Laggarboån 30
- Laggälven 20
- Lagnäsån 40
- Lahnajoki 30
- Lainioälven 260
- Laisbäcken 20
- Laisälven 190
- Lakabäcken 35
- Lakavattsån 30
- Lankälven 20
- Lannaån 25
- Lanån 13
- Lappbäcken 20
- Larsboån 25
- Latikbäcken 15
- Lavabäcken 20
- Lavasån 12
- Lavsjöån 30
- Laxbäcken 30
- Laxsjöån 9
- Laxöringsbäcken 12
- Laån 25
- Ledingsån 45
- Leduån 60
- Ledvassbäcken 20
- Leipapbäcken 14
- Leipiöjoki 25
- Leipojoki 20
- Lejarälven 30
- Lejstaån 25
- Lekarebäcken 10
- Lekarydsån 35
- Lekarån 20
- Lekhytteån 12
- Leksbäcken 12
- Lemman 40
- Lerbodaälven 17
- Lerbäcken 12
- Lermejåhkå 25
- Lerumsån 30
- Lerälven 20
- Lesseboån 35
- Lessujoki 20
- Lettan 25
- Letälven
- Levarbäcken 14
- Lianeälven
- Lidan 90
- Lidenån 9
- Lidhultsån 20
- Likan 25
- Lill-Fjätan 30
- Lill-Härjån 30
- Lill-Lungnan 20
- Lilla Helge å 25
- Lilla Luleälven 240
- Lillpiteälven 85
- Lillån, Örebro (vattendrag)
- Lillälven (Dalarna) 2
- Lillälven (Värmland) 140
- Limån 20
- Linan 20
- Linaälven
- Linkkabäcken 40
- Linneforsån 30
- Linån 19
- Lissmaån 11
- Listerbyån 35
- Littran 25
- Liviöjoki 30
- Ljungan 400
- Ljungaån 25
- Ljungbyån 75
- Ljungån 60
- Ljusnan 440
- Ljusterån 25
- Ljustorpsån 70
- Ljusträskbäcken 30
- Lobbersjöån 12
- Lockringsån 50
- Lockstaån 40
- Lofsen 80
- Loftaån 40
- Lolokbäcken 18
- Lombäcken 30
- Lompolojoki 20
- Lomsjöån 15
- Lomån 13
- Lorbybäcken 20
- Lotorpsån 60
- Lovisebergsälven 25
- Loån 50
- Lugnbäcken 14
- Lugnån 20
- Luleälven 460
- Lummån 18
- Lumpån 30
- Lundaboån 15
- Lundsbergsälven 14
- Lunen 35
- Lungsjöån 20
- Lungälven 40
- Lunndörrsån 25
- Luongasjoki 35
- Luossajoki 20
- Lustbäcken 14
- Lustån 55
- Luvkullvattenån 17
- Lyan 20
- Lyckebyån 110
- Lycksabäcken 70
- Lysan 15
- Lysjöån 11
- Låddan 20
- Låddejåhkå 35
- Lågsjöån 14
- Låkkejåhkå 30
- Lånan 18
- Långan 135
- Långbäcken 20
- Långshytteån 50
- Långsjöån 25
- Långsån 20
- Långträskån 40
- Långträskälven 60
- Långvattsbäcken 30
- Långvattsån 12
- Långån 11
- Låsån 11
- Lädsån 19
- Länsterån 25
- Länsöån 17
- Lärjeån 30
- Lästringeån 11
- Lätäseno 50
- Lödran 17
- Löftaån 30
- Lögdeälven 200
- Löjhamnsån 5
- Lömman 10
- Lömån 17
- Lörbäcken 20
- Lötån 9
- Lötälven 16
- Lövan 30
- Lövboån 11
- Lövseleån 9
- Lövsjöälven 9
- Lövstaån 20
- Lövån 16

### M
- Maattajoki 30
- Maderbäcken 16
- Maejoki 14
- Magasjöbäcken 25
- Magnehultsån 17
- Mailijoki 16
- Maisajoki 17
- Maivesjåhkå 30
- Malbäcken 20
- Maljasjoki 35
- Malmaån 25
- Malmån 40
- Malstaån 15
- Maltan 30
- Malån 120
- Malån 15
- Mangslidälven 40
- Maranjåhkå 20
- Marsjöån
- Marströmmen 60
- Marsån 60
- Marån 17
- Masugnsbäcken
- Matojoki 10
- Matskanån 35
- Mattaureälven 50
- Mattaurjåhkå 30
- Mattesbäcken 15
- Mattjokbäcken 25
- Medskogsån 40
- Medstuguån 40
- Mejvanbäcken 25
- Melbyån 17
- Mellanån 20
- Mellanälven 20
- Mellbyån 40
- Menlösabäcken 13
- Mensträskbäcken 35
- Merasjoki 60
- Mesjöbäcken 16
- Miellätno 40
- Miessaurebäcken 20
- Mieån 45
- Mikkelijoki 20
- Millemålabäcken 15
- Milån 20
- Mittån 75
- Mjällån 50
- Mjögan 15
- Mjölkalångaån 12
- Mjölnaån 50
- Mjölån 18
- Mjösjöån 20
- Mjöån 30
- Molgan 20
- Moraån 25
- Mossån 20
- Motala ström 285
- Moån 30
- Moån 35
- Moälven 135
- Muddusälven 50
- Muggån 20
- Muljokjåhka 35
- Munkedalsälven 80
- Muodosjoki 20
- Muonioälven 380
- Muorjejåhkå 16
- Muruån 40
- Murån 10
- Murån 20
- Murån 12
- Muskusbäcken 12
- Muskån 30
- Musån 20
- Myllyjoki 20
- Myrträskbäcken 11
- Mysklan 55
- Mållebäcken 20
- Målån 20
- Mångan 16
- Mångbyån 30
- Mångmanån 20
- Mångsälven
- Mångån 25
- Månstadsån 40
- Månsträskån 30
- Mårdsjöbäcken 20
- Mälskarbäcken 14
- Märlan 25
- Märrån
- Märsabäcken 30
- Märstaån 14
- Mölingan 20
- Möllekullaå 14
- Mölleån 7
- Mölndalsån 50
- Mörlandaån 8
- Mörrumsån 185
- Mörtsjöbäcken 13
- Mörtsjöbäcken 14
- Mörttjärnbäcken 13
- Mörtträskbäcken 20
- Mörtån 50
- Mörtälven 10
- Mösupbäcken 30

### N
- Naamijoki 90
- Naartijoki 20
- Nackaån 10
- Nagasjöån 30
- Naggån 20
- Naisbäcken 25
- Nakerätno 40
- Namonsbäcken 30
- Narkausjoki 75
- Narkån 75
- Nattajoki 20
- Naustajåhkå 55
- Nautasätno 60
- Navarån 9
- Navran 10
- Nean 40
- Nedre Pansikån 25
- Nedre Tälningsån 20
- Nianån 40
- Niesajoki 14
- Nietsajoki 17
- Nilijoki 12
- Nissan 185
- Nitsån 35
- Nittälven
- Njakajåhkå 14
- Njallejaurbäcken 15
- Njarkalisjåhkå 13
- Njuorakjåhka 13
- Njuoraätno 50
- Njuotjanjåhka 25
- Njuovojåhkå 20
- Nolbyälven 11
- Noraån 30
- Norboån 9
- Nordbäcken 15
- Nordre älv 16
- Nordtjärnsälven 14
- Nordån 13
- Nordån 21
- Noret 40
- Noret 25
- Noretbäcken 16
- Noreån 40
- Norr-Lillån 40
- Norr-Veman 30
- Norralaån 40
- Norrbodbäcken 16
- Norrboån 40
- Norrbäcken 9
- Norrböleån
- Norrebäcken 17
- Norrmjöleån 25
- Norrström 300
- Norrtäljeån 40
- Norrviksån
- Norrån 20
- Norrån 15
- Norrån 30
- Norrälven 35
- Norrängsån 11
- Norsbobäcken 14
- Norsjöån 35
- Norsån 30
- Norsån 45
- Norsälven 180
- Norån 35
- Nossan 90
- Nottjärnbäcken 15
- Noån 30
- Nuorukkajoki 20
- Nuuksujoki 20
- Nybroån 40
- Nygårdsån 20
- Nyköpingsån 150
- Nylingsån 14
- Nyrebäcken 18
- Nyängsån 25
- Nårvejåhkå 30
- Nåsjöbäcken 15
- Näcksjöån 14
- Näckån 10
- Näfsån 14
- Näran
- Näresbäcken 14
- Närkån 30
- Närsån 20
- Näsbybäcken 10
- Näshultaån 20
- Näskeån 20
- Nässjöån
- Nästansjöån 55
- Näsån 180
- Nätraån 100
- Nättrabyån 60
- Näverijoki 20
- Näveån 11
- Nävran 35
- Nävraån 25
- Nötån 35

### O
- Obyån 20
- Ogströmmen 70
- Ohtanajoki 17
- Oknebäcken 30
- Ol-Olsån 25
- Olandsån 80
- Olingan 30
- Olingeån 20
- Olosjoki 45
- Olsbäcken 35
- Onttojoki 25
- Opeån 8
- Orgån 30
- Orjasjoki 20
- Ormvasslan 10
- Oreälven 140
- Osabäcken 20
- Ottervattsbäcken 15
- Ottsjöströmmen 16
- Ounisjoki 50
- Ovansjö-Vattenån 20
- Ovån 20
- Oxbroälven 6
- Oxbäcken 20
- Oxbäcken 10
- Oxnäsån 25
- Oxsjöån 13
- Oxundaån 30
- Oxvattenbäcken 20

### P
- Paamajoki 20
- Paankijoki 30
- Pahtajoki 25
- Painajaisjoki 30
- Paittasjoki 14
- Pakajoki 25
- Pakkojåhkå 25
- Paktajåhka 20
- Pallakajoki 13
- Palojoki 70
- Paltajåhka 16
- Parakkajoki
- Parasbäcken 13
- Parkajoki 60
- Parkkijoki 13
- Partån 10
- Paubäcken 55
- Paulajåhkå 16
- Pauliströmsån 55
- Pellabäcken 14
- Pellijoki 17
- Pellojoki 20
- Pengån 30
- Pennikajoki 17
- Penningbyån 30
- Pentäsjoki 60
- Perstorpsbäcken 20
- Peräjäjoki 15
- Pesosenjoki 25
- Pessisjåhka 20
- Petikån 75
- Pierujoki 40
- Piettarasjoki 12
- Pieturajåhkå 17
- Piilijoki 15
- Pilkbäcken 16
- Pillisoån
- Pillkabäcken 14
- Pineboån 12
- Pinnån 45
- Pirttiniemenjoki 25
- Piteälven 400
- Pitsijoki 20
- Pjältån 30
- Pjäsörbäcken
- Plågbäcken 12
- Pojmisbäcken 17
- Porsån 30
- Portilaån 14
- Pounujoki 12
- Prostgårdsälven 20
- Prästbäcken 16
- Prästhytteån 25
- Pulsujoki 60
- Puolisjoki 30
- Puotojåhkå 12
- Puottaurebäcken 20
- Pysäjoki 25
- Pyttbäcken 20
- Påkamålabäcken 14
- Pålböleån 40
- Pålängeån 12
- Påståjåhka 18
- Päiväjoki 25
- Pärlälven 140
- Pösan 20

### Q
(ingen)

### R
- Radnejaurälven 30
- Raftan 20
- Rakisätno 55
- Rakkurijoki 17
- Raktenjåhkå 30
- Rambergsån 11
- Rammsjöån 6
- Ramsan 50
- Ramstaån 25
- Ramån 10
- Randaljåhkå 20
- Rannäsaån 4
- Ranån 25
- Rapaätno 75
- Rappenjåhkå 50
- Ratasoja 20
- Rattsjöälven 20
- Rattån 12
- Ratuån 25
- Rauskasjoki 30
- Rautasälven 135
- Rautbäcken 16
- Rautojåhkå 18
- Rauvosjoki 20
- Ravesjbäcken 15
- Regasjöån 35
- Rejån
- Rekån 14
- Remmarån 35
- Renforsbäcken 25
- Rensjöån 9
- Renträskån 3
- Reunajåhkå 25
- Ribraurjåhkå 35
- Rickleån 145
- Riebnesströmmen 72
- Rienakkajoki 25
- Rikebäcken 18
- Rimojåhkå 25
- Ringsån 14
- Rinnan 30
- Rinnån 20
- Rinnälven 15
- Ripakkajoki 14
- Ripasätno 25
- Risbäcken 20
- Riskeboån 10
- Rissajåhkå 20
- Rissjöbäcken 20
- Risån 60
- Riteljåhkå 20
- Rittakjåhkå 40
- Rivsjövasslen 9
- Rockbäcken 20
- Rocknöbäcken 15
- Rocksjöån 15
- Rockån 10
- Roggån 30
- Rogsån 35
- Rokån 50
- Rolfsån 90
- Romsån 12
- Romälven
- Ronnebyån 115
- Ronningsbäcken 11
- Ropijoki 16
- Rosseln 25
- Rossån 20
- Rosån 13
- Rosån 35
- Rotnen 70
- Rottnan 110
- Rottneån 20
- Rotån 25
- Rudsjöån 14
- Rudtjärnsbäcken 17
- Ruggan 25
- Rukojoki 14
- Rullån
- Runnarjoki 15
- Ruodusjoki 15
- Ruoktojåhkå 45
- Ruonasjåhka 16
- Ruonekjåhkå 40
- Rusbäcken 45
- Ruskträskbäcken 40
- Ruskån 20
- Rutnajoki 18
- Rutsabäcken 20
- Rutån 8
- Ryån
- Rymman 30
- Ryssån 40
- Råbäcken 11
- Råcksta å 45
- Rågobäcken 20
- Råmmån 35
- Rånden 80
- Råneälven 215
- Rångedalaån 14
- Råsjöån 25
- Råstätno 65
- Råvvejåhkå 14
- Råån 30
- Rädan 14
- Räggån 20
- Rällan 20
- Rällsjöån 10
- Rällsälven 60
- Rältån 13
- Rämånaälven 7
- Rängsjöbäcken 9
- Ränkaån 13
- Rännöån 20
- Rätniltjåhkå 17
- Rävabäcken 10
- Rävsjöån 15
- Röbackaån 9
- Rödingsträskbäcken 20
- Rödån 30
- Röglaån 12
- Röjan 40
- Röjdan 75
- Rökbergsån 11
- Rökån 20
- Rölandaån 12
- Rönnbäcken 20
- Rönne å 115
- Rönälven 9
- Rördalsån 17
- Rörums norra å 11
- Rörums södra å 18
- Rörvattenån 13
- Rörån 80
- Rössjöholmsån 35
- Rösteån 55
- Röttleån 35
- Rövran 30
- Röån 65
- Röjån 65
- Röjan 65
- Röälven 15

### S
- Saankijoki 65
- Saarilompolonjoki 25
- Saggån 12
- Sagån 70
- Saimujoki 30
- Saittajoki 20
- Sakajoki 11
- Saksbäcken 14
- Sallsjöån 30
- Saluån 20
- Salvijukke 18
- Sandbyån 13
- Sandbäcken 20
- Sandserydsån 11
- Sandsjöån 40
- Sandsjöälven 20
- Sandvadsbäcken 12
- Sandån 11
- Sangisälven 110
- Sannarpsån 11
- Sannån
- Sartajåhkå 30
- Sarvesjåhkå 18
- Satmyrån 20
- Satsbäcken 10
- Satsån 30
- Sattajoki 13
- Sautusjoki 20
- Saxbroån 17
- Saxhyttån 20
- Saxhyttälven 40
- Saxån 45
- Saxälven
- Siebbjåkkbäcken 25
- Sege å 50
- Segerån 12
- Segesholmsån 20
- Segmoälven 9
- Sekkujoki 45
- Selakbäcken 25
- Selsbäcken 17
- Seltjärnsån
- Selångersån
- Semlan 35
- Semsån
- Sevujoki 40
- Sexan 50
- Sidsjöbäcken 7
- Siekajoki 12
- Siekkijoki 16
- Sieperjåhkå 30
- Sierkajåhka 25
- Siggarpsån 20
- Siikajoki 30
- Sikbäcken 35
- Sikforsån 35
- Siksjöbäcken 11
- Sikträskbäcken 15
- Sikträskbäcken 20
- Sikån 75
- Silbodalsälven 20
- Sillbäcken 30
- Sillerboån 80
- Silletorpsån 30
- Silverån 85
- Silån 25
- Simeån
- Simontorpsån 20
- Simsjöån
- Singsån 35
- Singån 25
- Sipmekälven 17
- Sittån 20
- Sivakkajoki 17
- Sixån 13
- Sjaunjaätno 90
- Sjnjuftjutisjåkkå 25
- Sjoutälven 80
- Sjulsån 45
- Sjuskinnån 15
- Sjuströmmar 12
- Själlarimsbäcken 15
- Sjöaredsbäcken 10
- Sjöboån
- Sjöholmsån 12
- Sjömilleån 9
- Sjöris älv
- Sjöråsån 30
- Skacksjöälven 6
- Skagersholmsån 16
- Skaidejåhkå 16
- Skaitebäcken 17
- Skallarebäck 16
- Skansnäsån 25
- Skansån 20
- Skansån 50
- Skarendalån 20
- Skarpån 45
- Skartajåhka 20
- Skattmansöån 30
- Skattån 40
- Skavebäck 17
- Skavån
- Skebergaån 14
- Skebokvarnsån 18
- Skeboån 50
- Skedviån 40
- Skellefteälven 440
- Skenaån 25
- Skeppsbrobäcken 20
- Skidbäcken 17
- Skidträskbäcken 12
- Skidträskån 50
- Skidån 7
- Skieltajåhkå 40
- Skifteboån 16
- Skikkibäcken 30
- Skillebyån 12
- Skintan 13
- Skirsjöån 11
- Skirsjöån 20
- Skivarpsån 25
- Skiverstadån 16
- Skivsån 12
- Skogträskbäcken 20
- Skomstjärnån 9
- Skorombäcken
- Skravelbäcken 14
- Skravelån 12
- Skrikviksån 15
- Skräbeån 85
- Skurdalsån 14
- Skuttran 14
- Skvalån 20
- Skyllbergsån 30
- Skymmelån 13
- Skålån 140
- Skårrån 14
- Skårsälven 11
- Skäppträskån 70
- Skärboälven 14
- Skärjån 55
- Skärkan 35
- Skärshultaån 17
- Skärvagan 25
- Skärvagsån 18
- Skärveteån 45
- Skärvån 14
- Skärvångsån 30
- Skärån 20
- Sköruvjukke 13
- Sladansån 5
- Slagsån 17
- Slakaån 20
- Slandromsån 13
- Slevån 15
- Slien 13
- Slipbäcken 25
- Slipsikån
- Slorudsälven 30
- Slottsån 45
- Slumpån 50
- Slyan 14
- Slåtteån 15
- Slåttån 10
- Slöan 14
- Smedjeån 55
- Smedsmyrbäcken 12
- Smedstorpsån 40
- Smygarebäcken 15
- Smålarpsån 20
- Smörbäcken
- Smörån 18
- Snoderån 25
- Snottenån 10
- Snurrijåhka 20
- Snytsboån 40
- Snällerödsån 17
- Snärjebäcken 45
- Snövlebodaån 35
- Snöån 40
- Solbergsån 25
- Solingsbäcken 16
- Sollumsån 14
- Solviksälven 9
- Solälven 30
- Sorgån 20
- Sorkan 13
- Sottujoki 15
- Sotån
- Soukolojoki 45
- Soutusjoki 20
- Spannån
- Spikselån 25
- Spikåsbäcken 20
- Spikälven 45
- Spillerbäcken 13
- Spillingsån
- Spjutån 3
- Spångån 4
- Stora Härjån
- Stabäcken 15
- Staddajåhkå 16
- Stadsån 9
- Stalbobäcken 20
- Stallbackaån 18
- Stalojåhka 30
- Stampbäcken 10
- Stampån 20
- Stamsjöån 70
- Stantarjåhkå 20
- Stapuljåhkå 14
- Stavarsjöbäcken 20
- Staversån 15
- Stavselån 30
- Stavtjärnån 9
- Stavån 20
- Stenebyälven 40
- Stensjöån 20
- Stensjöån 25
- Stensån 45
- Stenträskbäcken 10
- Stenån 12
- Stenån 10
- Stimmerboån 30
- Stjärnorpebäcken 15
- Stockbäcken 11
- Stockforsälven 35
- Stocksboån 20
- Stockån
- Stockälven
- Stor-Fjätan 35
- Stora Härjeån 20
- Stora Njupån 16
- Storbodströmmen 90
- Storbäcken 35
- Storbäcken 15
- Storbäcken 30
- Storbäcken 50
- Storbäcken 18
- Storbäcken 14
- Storebergsån 20
- Storforsälven 60
- Storkvarnbäcken 17
- Stormyrbäcken 20
- Storsjöån 12
- Storträskån 20
- Storvattenån 20
- Storån 60
- Storån 20
- Storån 35
- Storån 65
- Storån 70
- Storälven 11
- Strinneån 20
- Strulån 10
- Stryån 10
- Stråfulan
- Strågbäcken 10
- Stråån 20
- Strömarån 35
- Strömsbäcken 20
- Strömsån 30
- Strömsån 20
- Stupån 17
- Stutvattenbäcken 20
- Styggforsån 18
- Stångsmålaån 20
- Stångån 200
- Stödstorpaån 20
- Stökbäcken 10
- Stöpån
- Stöpälven 20
- Sudokbäcken 25
- Suksijoki 20
- Sularpsbäcken 11
- Suledsälven 7
- Sulsjöån 8
- Sulån 25
- Sundsbyälven 17
- Sundstorpsån 15
- Sundströmmen 10
- Sundträskbäcken 13
- Sunnanån
- Sunnerstaån
- Sunnån 20
- Sunnäsån 17
- Suobbat-Tjåhka 30
- Suoinakjåhkå 40
- Suoksaurebäcken 20
- Suolojåhkå 17
- Suopatusjoki 16
- Suoppetjukke 11
- Surrebäcken 20
- Surtan 40
- Suseån 50
- Suvijoki 30
- Svalesjåhkå 18
- Svaltjajåhkå 11
- Svanavattenån 14
- Svanforsbäcken 12
- Svaningsån 50
- Svanån 25
- Svanån 10
- Svartabäcken 30
- Svartbäcken 14
- Svartijåhkå 35
- Svartsjöån
- Svartån 15
- Svartån 20
- Svartån 165
- Svartån 30
- Svartån 90
- Svartån 55
- Svartån 16
- Svartån 11
- Svartån 22
- Svartälven
- Svedjeån 18
- Svedån 17
- Svensbyån 30
- Svenstaån 25
- Sverkestaån 90
- Sverkojåhkå 17
- Sviestadsån 50
- Svinabäcken 12
- Svintunaån 9
- Svinån 10
- Svärdälven 40
- Svärtaån 40
- Syväjoki 15
- Sågbäcken 18
- Sågån 9
- Sågån 8
- Sålnen 40
- Sångan 20
- Sångesälven
- Sånghusån 20
- Sällerhögsån 11
- Sällevadsån 30
- Sälmån 17
- Sälsjöbäcken 13
- Sämsjöån 45
- Sännan 25
- Sännån 45
- Särkijoki 17
- Särkån
- Särvan 55
- Säsån 7
- Sätersälven 16
- Sätraån 20
- Sävarån 140
- Sävastabäcken 10
- Sävaån 45
- Säveån 130
- Sävjaån 50
- Sävsjöbäcken 13
- Sävsjöån 20
- Sävälven 30
- Säxån 14
- Sääjoki 20
- Söderedeån 11
- Söderhamnsån
- Söderköpingsån 80
- Söderträskbäcken 17
- Söderängsån 11
- Södra Anundsjöån 65
- Sör-Lillån 75
- Sörbyån 12
- Sörjabäcken 11
- Sörmjöleån 25
- Sörviksån 20
- Sörån 30
- Sörån 25
- Sösjöbäcken 13
- Sösjöån 14
- Söån 20

### T
- Tabergsån 35
- Takajoki 30
- Tallån 35
- Tallåsbäcken 16
- Talvatissjöbäcken 15
- Tandlaån 25
- Tandsjöån 13
- Tandån 20
- Tangån 30
- Tannbäcken 25
- Tansbäcken 15
- Tansån 16
- Tanumsälven
- Tarfalajåkka 11
- Tarmsälven 30
- Taruantojoki 55
- Tarån 20
- Taske å 12
- Tassbyälven 15
- Tavelån 65
- Tegabäcken 18
- Tegelsmoraån 9
- Telebäcken 50
- Teletöisenjoki 16
- Temminkijoki 11
- Tengeliönjoki 125
- Tennan 40
- Tenningån 25
- Tertojåhka 50
- Testeboån 110
- Teurajoki 70
- Tevån 18
- Tidan 185
- Timsån 11
- Timsälven 125
- Tingsjöån 20
- Tingvastobäcken 18
- Tingån
- Tinnerbäcken 18
- Tivsjöån 25
- Tiån 14
- Tjaktjaurälven 30
- Tjartsebäcken 18
- Tjatitjjåhkå 20
- Tjatsvaggejåhkå 20
- Tjautjerbäcken 18
- Tjengaljåhkå 17
- Tjeurajåhkå 18
- Tjidtjajåhkå 30
- Tjipkobäcken 13
- Tjulån 40
- Tjuoltajåhkå 30
- Tjuonavaggejåhka 14
- Tjuoukutimjåhkå 16
- Tjutebäcken 11
- Tjålojåhka 14
- Tjåterbäcken 20
- Tjäpsjukke 15
- Tjärekullaån 20
- Tjärngetbäcken 13
- Tjärnsälven 45
- Tjörningabäcken 13
- Tobyälven 18
- Toftaån 9
- Tolitaälven 25
- Tolkbäcken 17
- Tolkkijoki 25
- Tommarpaån 45
- Torasjoki 15
- Torisbäcken 11
- Torneälven 520
- Torpabäcken 20
- Torpaån 20
- Torpedalsälven 20
- Torpån 20
- Torrebergabäcken 14
- Torrfinnån
- Torsbäcken 16
- Torshagsån 14
- Torsjöån 20
- Torsmovasseln 13
- Torvsjöån 40
- Torvån 12
- Torån 20
- Toskbäcken 16
- Tranebergsälven 25
- Trankvillsån 20
- Trinnan 18
- Trollbosjöån 10
- Trosaån 70
- Trosbyån 17
- Tryssjöbäcken 13
- Trändeån 40
- Träppjaån 20
- Trödjeån 20
- Trönningeån 11
- Trösälven 35
- Tsåkaurjåhkå 12
- Tukijåhkå 25
- Tullstorpsån 20
- Tulusjoki 11
- Tumbaån 16
- Tunaån 70
- Tunnersjöbäcken 25
- Tuoljebäcken 20
- Tuolpukkajoki 12
- Tuorpunjåhkå 20
- Tuortapebäcken 18
- Tupojoki 25
- Turingeån 25
- Tutturjåhka 17
- Tuvattsån 13
- Tuvebäcken 14
- Tvååkers kanal 20
- Tväringsån 20
- Tvärlikan 14
- Tvärån 8
- Tvärån 17
- Tvärån 9
- Tvärån 13
- Tvärån 16
- Tvärån 40
- Tvärån 20
- Tvärån 8
- Tvärån 13
- Tvärån 30
- Tvärån 14
- Tvärån 35
- Tvärån 115
- Tvärälven 30
- Tvärälven 17
- Tynnsån 25
- Tyresån 30
- Tåmälven 40
- Tångsån 30
- Tångån 14
- Tåsan 45
- Täckelån 20
- Täfteån 45
- Täftån 16
- Tälgslättån 45
- Täljareån 8
- Täljeån 20
- Tällvattsbäcken 30
- Tällån 16
- Tämnarån 100
- Tängvattsbäcken 35
- Tännån 65
- Tärendöälven 50
- Tärnaån 75
- Tärnickån 17
- Töftedalsån 40
- Töjsan 20
- Töreälven 75
- Törlan 20
- Törnaån 10
- Törnan 9

### U
- Uddbäcken 10
- Udtjabäcken 45
- Udtjajåhkå 20
- Ugan 18
- Uggelforsån 15
- Ukerån 12
- Ullersjöbäcken 10
- Ullersättersbäcken 16
- Ullnaån 6
- Ullångsån 30
- Ulvsnäsabäcken 14
- Ulvån 12
- Umeälven 465
- Unnan 50
- Upmasjåhkå 35
- Upperudsälven 145
- Urstjärnälven 25
- Urtomanjoki 18
- Utansjöån 30
- Utbyån 9
- Utsulån
- Utterbäcken 11
- Utterån 60
- Uvan
- Uvån

### V
- Vadbäcken 9
- Vadsbäcken 20
- Vadstorpån 20
- Vadälven 8
- Vaggeälven 90
- Vagnboströmmen 15
- Vaijajoki 20
- Vaikkojoki 25
- Vajbäcken 40
- Vakran 20
- Vaksjöbäcken 17
- Valasjåhkå 12
- Valburån 18
- Valkanjaurbäcken 15
- Vallasån 14
- Vallbyån 35
- Valldroån 16
- Vallmoraån 15
- Vallsjöån 13
- Valsjöbäcken 13
- Valtajåhkå 30
- Valtiojoki 45
- Valundabäcken 11
- Valvattenbäcken 14
- Valån 30
- Vammarsmålaån 13
- Vandelnån 7
- Vannstadån 20
- Vanån 140
- Vapsajåhkå 30
- Vapstälven 100
- Varaån 14
- Varjisån
- Varnan 20
- Varån 50
- Vasejåhka 25
- Vasksjöån
- Vassaraälven 45
- Vassbäcksån 11
- Vassjöån 20
- Vasslen 12
- Vathanjoki 20
- Vattenån 20
- Vaxsjöån 25
- Vebomarksån 20
- Vegan 15
- Vege å 50
- Veksjöbäcken 12
- Veksjöån
- Velångsbäcken 17
- Veman 100
- Vendelån
- Venetjoki 40
- Vepmemokbäcken 13
- Verbobäcken 30
- Verkanbäcken 14
- Verkarskogsbäcken 10
- Verkasjoki 20
- Verkaån 30
- Verkebäcksån 20
- Verkmyrån 10
- Verkälven 11
- Vervelån
- Vessingeån 18
- Vetlandabäcken 11
- Vibybäcken 20
- Vibäckabäcken 10
- Vidboån 17
- Videbäck 20
- Viejejåhkå 18
- Viejeströmmen 30
- Viepsajåhkå 20
- Vierrojåhkå 12
- Vierydsån 40
- Vietasätno 110
- Vieån 30
- Vigdan 25
- Viggan 30
- Vikan 45
- Vikarälven 20
- Vikeväjoki 20
- Viksjöån 20
- Vilshultsån 25
- Vimleån 20
- Vindelälven 450
- Vindån 40
- Vingån 10
- Vinne å 30
- Vinån 20
- Virkesjöbäcken 12
- Virtajåhkå 15
- Virån 65
- Visjöån 30
- Viskan 140
- Viskansbäcken 13
- Viskebäcken 16
- Visman 35
- Vispolenån 13
- Vissjöån
- Vistbäcken 35
- Vistån 90
- Vitbäcken 70
- Vitsandsälven 25
- Vittanbäcken 20
- Vittangiälven 125
- Vittankijoki 18
- Vitträskbäcken 18
- Vitån 85
- Vojmån 225
- Vormbäcken 50
- Voxnan 195
- Vramsån 55
- Vrangsjöbäcken 11
- Vretaån 20
- Vrångsälven 65
- Vrångån 17
- Vuoiturjåhka 20
- Vuokkasenjoki 25
- Vuolejaurbäcken 11
- Vuolgamjaurbäcken 10
- Vuolusjåhka 35
- Vuomajoki 20
- Vuomajåhka 20
- Vuononoja 16
- Vuoskojåhka 13
- Vuoskonjåhkå 20
- Vuoskujoki 20
- Vuosmajåhkå 25
- Vuostojoki 30
- Vuotkajåhka 20
- Vuotnajåhka 45
- Vuottasbäcken 20
- Vuoulajåhkå 20
- Vuovosjukke 40
- Vutnesjjåhkå 20
- Vådån 12
- Vågsjöån
- Vågträskbäcken 25
- Vålvasslan 11
- Våmån 40
- Vångan 10
- Vårträskbäcken 12
- Våsån 14
- Våtsjöån 8
- Vägån 20
- Vähäjoki 15
- Väktarån 20
- Väla å 20
- Välabäcken 14
- Vällingbäcken 10
- Vällingån 30
- Vällån 11
- Vämmesån 18
- Vängelälven 40
- Vänjaurbäcken 35
- Vänneån 25
- Värnaån 30
- Värån 20
- Väster-Henan
- Västerdalälven 315
- Västerhocklan 18
- Västerån 30
- Västerån 30
- Västnårån 25
- Västra Dalkarlsån 30
- Västra Jolen 20
- Västrakullabäcken 20
- Vävelsjöån 13
- Växan 18
- Växboån 14
- Väärtioja 16
- Vökarbäcken 14

### W
(ingen)

### X
(ingen)

### Y
- Yabergsån 18
- Yan 30
- Ybbarpsån 25
- Ycklan 30
- Ylijoki 13
- Ylinen Kihlankijoki 20
- Ylinen Surujoki 30
- Ylläsjoki 60
- Ysjöälven 20
- Ytterån 80

### Z
(ingen)

### Ä
- Äihämäjoki 50
- Äijäjoki 25
- Äivisjukke 17
- Äkäsjoki 60
- Älandsån 20
- Älgabäcken 12
- Älgsjöbäcken 11
- Älgåbäcken 11
- Älgån 20
- Älgån 10
- Älgängsån 25
- Ällan 30
- Ällingån 25
- Älmån 15
- Ältaån 2
- Ämtan 14
- Ämtenån 5
- Ämtån 6
- Ämån 60
- Ängaån 20
- Ängerån 45
- Ängesbäcken 17
- Ängesån 205
- Ängån 20
- Äran 40
- Äsjöån 6
- Äskan 10
- Äspebäcken 18
- Ässan 20
- Ässingån 55
- Ätran 240
- Ävjan 8
- Äxingsån 17
- Ääverijoki 20

### Ö
- Ögan 25
- Öjan 18
- Öjeån 18
- Öjungsån 18
- Öjvasseln 13
- Öjån 85
- Ölboån 13
- Ölebäcken 18
- Ölman 35
- Ölån 18
- Ömboån 20
- Önskanån 20
- Örasjöån 18
- Örboholmsån 11
- Örebäcken 10
- Örebäcken 10
- Öredalsån 30
- Örekilsälven 90
- Öreälven 240
- Örlan 20
- Örnstolån 30
- Örsundaån 70
- Örträskbäcken 18
- Örupsån 20
- Örån 17
- Ösan 70
- Östbyån 18
- Österdalälven
- Öster-Kjolån 13
- Österån 50
- Österån 16
- Österängsån
- Östra Kaskasajåhka 13
- Östra Orlundsån 30
- Östra Syterbäcken
- Övre Oldan 30
- Övre Pansikån 25
- Övrekvarnsälven 13

### Å
- Åbybäcken 18
- Åbyån 20
- Åbyån 35
- Åbyälven 170
- Ådalsån
- Åggojåhka 30
- Åggojåhkå 15
- Åhedån 20
- Åkerbäcken 20
- Åkersström 40
- Åkerån 50
- Ålboån 20
- Ålbäcken 14
- Åldamsbäcken 11
- Ålhultsån 25
- Ålhusån 16
- Ålkärrsbäcken 10
- Ållajåhka 20
- Ållojåhkå 15
- Aloppebäcken 16
- Ålsån 70
- Åman 95
- Åmålsån 35
- Ångermanälven 460
- Ångsjöån 17
- Årbolsälven 25
- Årosälven 95
- Årrejåhkå 13
- Årängsån 30
- Åsakabäcken 13
- Åsarpsån 30
- Åsbobergsbäcken 17
- Åsboån 30
- Åsebyälven 20
- Åsjöälven 10
- Åtjärnsbäcken 20
- Åtorpsån 20